# Lijst van administratieve eenheden in Hà Tĩnh
Deze lijst bevat een overzicht van administratieve eenheden in Hà Tĩnh (Vietnam).

## Stad

### Thành phố Hà Tĩnh
- Phường Bắc Hà
- Phường Đại Nài
- Phường Hà Huy Tập
- Phường Nam Hà
- Phường Nguyễn Du
- Phường Tân Giang
- Phường Thạch Linh
- Phường Thạch Quý
- Phường Trần Phú
- Phường Văn Yên
- Xã Thạch Bình
- Xã Thạch Đồng
- Xã Thạch Hạ
- Xã Thạch Hưng
- Xã Thạch Môn
- Xã Thạch Trung

## Thị xã

### Thị xã Hồng Lĩnh
- Phường Bắc Hồng
- Phường Đậu Liêu
- Phường Đức Thuận
- Phường Nam Hồng
- Phường Trung Lương
- Xã Thuận Lộc

## Huyện

### Huyện Cẩm Xuyên
- Thị trấn Cẩm Xuyên
- Thị trấn Thiên Cầm
- Xã Cẩm Bình
- Xã Cẩm Duệ
- Xã Cẩm Dương
- Xã Cẩm Hà
- Xã Cẩm Hòa
- Xã Cẩm Hưng
- Xã Cẩm Huy
- Xã Cẩm Lạc
- Xã Cẩm Lĩnh
- Xã Cẩm Lộc
- Xã Cẩm Minh
- Xã Cẩm Mỹ
- Xã Cẩm Nam
- Xã Cẩm Nhượng
- Xã Cẩm Phúc
- Xã Cẩm Quan
- Xã Cẩm Quang
- Xã Cẩm Sơn
- Xã Cẩm Thạch
- Xã Cẩm Thăng
- Xã Cẩm Thành
- Xã Cẩm Thịnh
- Xã Cẩm Trung
- Xã Cẩm Vĩnh
- Xã Cẩm Yên

### Huyện Can Lộc
- Thị trấn Nghèn
- Xã Đồng Lộc
- Xã Gia Hạnh
- Xã Khánh Lộc
- Xã Kim Lộc
- Xã Mỹ Lộc
- Xã Phú Lộc
- Xã Quang Lộc
- Xã Sơn Lộc
- Xã Song Lộc
- Xã Thanh Lộc
- Xã Thiên Lộc
- Xã Thuần Thiện
- Xã Thượng Lộc
- Xã Thường Nga
- Xã Tiến Lộc
- Xã Trung Lộc
- Xã Trường Lộc
- Xã Tùng Lộc
- Xã Vĩnh Lộc
- Xã Vượng Lộc
- Xã Xuân Lộc
- Xã Yên Lộc

### Huyện Đức Thọ
- Thị trấn Đức Thọ
- Xã Bùi Xá
- Xã Đức An
- Xã Đức Châu
- Xã Đức Đồng
- Xã Đức Dũng
- Xã Đức Hòa
- Xã Đức La
- Xã Đức Lạc
- Xã Đức Lâm
- Xã Đức Lạng
- Xã Đức Lập
- Xã Đức Long
- Xã Đức Nhân
- Xã Đức Quang
- Xã Đức Thanh
- Xã Đức Thịnh
- Xã Đức Thủy
- Xã Đức Tùng
- Xã Đức Vĩnh
- Xã Đức Yên
- Xã Liên Minh
- Xã Tân Hương
- Xã Thái Yên
- Xã Trung Lễ
- Xã Trường Sơn
- Xã Tùng Anh
- Xã Yên Hồ

### Huyện Hương Khê
- Thị trấn Hương Khê
- Xã Gia Phố
- Xã Hà Linh
- Xã Hòa Hải
- Xã Hương Long
- Xã Hương Bình
- Xã Hương Đô
- Xã Hương Giang
- Xã Hương Lâm
- Xã Hương Liên
- Xã Hương Thủy
- Xã Hương Trà
- Xã Hương Trạch
- Xã Hương Vĩnh
- Xã Hương Xuân
- Xã Lộc Yên
- Xã Phú Gia
- Xã Phù Phong
- Xã Phúc Đồng
- Xã Phúc Trạch
- Xã Phương Điền
- Xã Phương Mỹ

### Huyện Hương Sơn
- Thị trấn Phố Châu
- Thị trấn Tây Sơn
- Xã Sơn An
- Xã Sơn Bằng
- Xã Sơn Bình
- Xã Sơn Châu
- Xã Sơn Diệm
- Xã Sơn Giang
- Xã Sơn Hà
- Xã Sơn Hàm
- Xã Sơn Hòa
- Xã Sơn Hồng
- Xã Sơn Kim 1
- Xã Sơn Kim 2
- Xã Sơn Lâm
- Xã Sơn Lễ
- Xã Sơn Lĩnh
- Xã Sơn Long
- Xã Sơn Mai
- Xã Sơn Mỹ
- Xã Sơn Ninh
- Xã Sơn Phú
- Xã Sơn Phúc
- Xã Sơn Quang
- Xã Sơn Tân
- Xã Sơn Tây
- Xã Sơn Thịnh
- Xã Sơn Thủy
- Xã Sơn Tiến
- Xã Sơn Trà
- Xã Sơn Trung
- Xã Sơn Trường

### Huyện Kỳ Anh
- Thị trấn Kỳ Anh
- Xã Kỳ Bắc
- Xã Kỳ Châu
- Xã Kỳ Đồng
- Xã Kỳ Giang
- Xã Kỳ Hà
- Xã Kỳ Hải
- Xã Kỳ Hoa
- Xã Kỳ Hợp
- Xã Kỳ Hưng
- Xã Kỳ Khang
- Xã Kỳ Lạc
- Xã Kỳ Lâm
- Xã Kỳ Liên
- Xã Kỳ Lợi
- Xã Kỳ Long
- Xã Kỳ Nam
- Xã Kỳ Ninh
- Xã Kỳ Phong
- Xã Kỳ Phú
- Xã Kỳ Phương
- Xã Kỳ Sơn
- Xã Kỳ Tân
- Xã Kỳ Tây
- Xã Kỳ Thịnh
- Xã Kỳ Thọ
- Xã Kỳ Thư
- Xã Kỳ Thượng
- Xã Kỳ Tiến
- Xã Kỳ Trinh
- Xã Kỳ Trung
- Xã Kỳ Văn
- Xã Kỳ Xuân

### Huyện Lộc Hà
- Xã An lộc
- Xã Bình Lộc
- Xã Hộ Độ
- Xã Hồng Lộc
- Xã Ich Hậu
- Xã Mai Phụ
- Xã Phù Lưu
- Xã Tân Lộc
- Xã Thạch Bằng
- Xã Thạch Châu
- Xã Thạch Kim
- Xã Thạch Mỹ
- Xã Thịnh Lộc

### HuyệnNghi Xuân
- Thị trấn Nghi Xuân
- Thị trấn Xuân An
- Xã Cổ Đạm
- Xã Cương Gián
- Xã Tiên Điền
- Xã Xuân Đan
- Xã Xuân Giang
- Xã Xuân Hải
- Xã Xuân Hội
- Xã Xuân Hồng
- Xã Xuân Lam
- Xã Xuân Liên
- Xã Xuân Lĩnh
- Xã Xuân Mỹ
- Xã Xuân Phổ
- Xã Xuân Thành
- Xã Xuân Trường
- Xã Xuân Viên
- Xã Xuân Yên

### Huyện Thạch Hà
- Thị trấn Thạch Hà
- Xã Bắc Sơn
- Xã Nam Hương
- Xã Ngọc Sơn
- Xã Phù Việt
- Xã Thạch Bàn
- Xã Thạch Đài
- Xã Thạch Điền
- Xã Thạch Đỉnh
- Xã Thạch Hải
- Xã Thạch Hội
- Xã Thạch Hương
- Xã Thạch Kênh
- Xã Thạch Khê
- Xã Thạch Lạc
- Xã Thạch Lâm
- Xã Thạch Liên
- Xã Thạch Long
- Xã Thạch Lưu
- Xã Thạch Ngọc
- Xã Thạch Sơn
- Xã Thạch Tân
- Xã Thạch Thắng
- Xã Thạch Thanh
- Xã Thạch Tiến
- Xã Thạch Trị
- Xã Thạch Văn
- Xã Thạch Vĩnh
- Xã Thạch Xuân
- Xã Tượng Sơn
- Xã Việt Xuyên

### Huyện Vũ Quang
- Thị trấn Vũ Quang
- Xã Ân Phú
- Xã Đức Bồng
- Xã Đức Giang
- Xã Đức Hương
- Xã Đức Liên
- Xã Đức Lĩnh
- Xã Hương Điền
- Xã Hương Minh
- Xã Hương Quang
- Xã Hương Thọ
- Xã Sơn Thọ